# 在ジョホールバル出張駐在官事務所
在ジョホールバル出張駐在官事務所（マレー語: Pejabat Konsular Jepun di Johor Bahru、英語: Consular Office of Japan in Johor Bahru）は、平成時代にマレーシア第二の都市ジョホールバルに設置されていた日本の出張駐在官事務所である。

## 沿革
- 1957年8月31日、マラヤ連邦が独立すると同時に日本が独立を承認し、日本とマラヤ連邦の間で外交関係が樹立される[1]
- 1963年9月16日、マラヤ連邦がシンガポール、サラワク王国（現・サラワク州）、英領北ボルネオ（現・サバ州）を糾合してマレーシアが成立する[2]
- 1999年2月、在ジョホールバル出張駐在官事務所（在ジョホール・バル出張駐在官事務所）が開設される[3]
- 2014年8月1日、ジョホールバルを除く全ての出張駐在官事務所が領事事務所に改称されたが、ジョホールバルのみ出張駐在官事務所のまま据え置き[4]
- 2014年12月末、在ジョホールバル出張駐在官事務所が閉鎖される[5]
- 2015年1月1日、前年末に閉鎖されたジョホールバルの出張駐在官事務所に代わって、在マレーシア日本国大使館が領事業務を引き継ぐ[5]

## 所在地
Suite 15B, Level 15, Menara Ansar, Jalan Abdullah Ibrahim / Jalan Trus, 80000 Johor Bahru